# Radiobus
Radiobus è un servizio offerto dall'Azienda Trasporti Milanesi, operativo dal 2000, inizialmente solo in alcune zone della città e, in seguito, esteso alla quasi totalità del capoluogo lombardo, offrendo un servizio a metà strada tra il normale trasporto pubblico e il servizio di taxi. Dopo un iniziale successo, i costi di gestione ne hanno imposto la rivisitazione, con conseguente abbandono del servizio per le aree centrali della città e focalizzazione a favore dei quartieri di periferia, meno serviti dai mezzi pubblici ordinari, con il cosiddetto "radiobus di quartiere".
Il servizio utilizza speciali autobus di piccole dimensioni da una ventina di posti, attrezzati per il trasporto dei diversamente abili, per assicurare gli spostamenti, durante la serata, dei viaggiatori che ne facciano richiesta tramite App ATM o numero di telefono (02.4803.4803), canali che possono essere usati per prenotare il passaggio del radiobus nelle vicinanze della propria abitazione: comunicando al centralino la fermata di partenza e quella di destinazione, lo speciale autobus passa a prendere i passeggeri alla partenza e li accompagna direttamente alla destinazione, senza dover effettuare trasbordi che sarebbero necessari sulle linee autofilotranviarie o metropolitane dell'ATM.
Per potere usufruire del servizio è necessario, oltre al regolare biglietto valido su tutta la rete dei trasporti pubblici milanesi, un supplemento acquistabile in vettura o presso le edicole.
Il servizio del Radiobus si svolge a partire dalle ore 20 della sera fino alle 2 del mattino, per disincentivare l'utilizzo delle auto private e per supplire parzialmente alla mancanza di mezzi di trasporto pubblico fino a tarda notte.
Dal 2009 è stato introdotto il radiobus di quartiere, che abbraccia i principali quartieri della città. Il radiobus di quartiere sostituisce le normali linee automobilistiche dalle 22 alle 2 e offre un servizio molto più capillare all'interno dei quartieri.

## La dismissione e l'attivazione del Radiobus di quartiere
Il servizio che copre tutta la città non è più attivo a causa dei costi eccessivi per il gestore e lo scarso numero di clienti che ne usufruiva (1,7 clienti ogni ora). Il servizio è stato eliminato con un accordo tra ATM e Comune ed è stato sostituito con il più economico ed utilizzato Radiobus di quartiere.

## Radiobus di quartiere
Dal marzo 2010 è in opera questa declinazione del servizio Radiobus, che offre un servizio di bus a chiamata all'interno di uno o più quartieri predeterminati con capolinea in punti strategici del quartiere. Il Radiobus di quartiere percorre ad orari prestabiliti il percorso della linea da cui eredita il numero, sostando in alcune fermate definite "fermate speciali", e può effettuare deviazioni per caricare o scaricare i passeggeri alle fermate da loro richieste tramite prenotazione telefonica (al numero 0248034803) o tramite l'App ATM.
A differenza del Radiobus originale il Radiobus di quartiere non prevede alcun supplemento oltre il normale biglietto urbano.
Il servizio è attualmente operativo con le seguenti linee (dalle ore 22 alle 2):
- Q34 Fatima - Noverasco
- Q35 Comasina - Quartiere Senigallia
- Q39 Lambrate - Rubattino
- Q44 Gorla - Ponte Nuovo
- Q45 Forlanini - Ponte Lambro
- Q46 Cantalupa - Palach
- Q52 Bicocca - Niguarda
- Q55 Casoretto - Feltre
- Q68 Bonola - Gallaratese
- Q75 Udine - Rizzoli
- Q76 Val D'Intelvi - Quinto Romano
- Q78 Portello - San Siro
- Q79 Chiesa Rossa - Gratosoglio
- Q86 Adriano - Precotto
- Q88 Santa Giulia - Rogoredo